# Chytonix fodinae
Chytonix fodinae är en fjärilsart som beskrevs av Charles Oberthür 1880. Chytonix fodinae ingår i släktet Chytonix och familjen nattflyn. Inga underarter finns listade i Catalogue of Life.